# 장웨이 (작가)
장웨이(중국어 간체자: 张炜, 정체자: 張煒, 병음: Zhāng Wĕi, 1956년 11월 7일 ~ )는 중국의 소설가로 중국 작가 협회 부주석을 맡고 있다. 마오둔 문학상을 수상하였으며 노벨 문학상 후보로 거론되고 있는 작가이다.

## 작가 소개
산둥성 룽커우시 출신인 장웨이는 1976년 고등학교를 졸업한 이후에 농촌에서 기술자, 노동자로 일하면서 같은 해에 문학 작품을 발표하였다. 1978년 산둥 옌타이 사범 대학 중국어과에 입학하였다. 1980년대부터 소설, 산문 등을 발표하였으며 1987년 장편 소설 《옛 배》를 발표하였다. 2011년 8월 20일 중국의 양대 문학상 가운데 하나인 제8회 마오둔 문학상을 수상하였다.

## 작품 활동
1975년에 시를 발표하며 등단하여, 1980년부터 소설과 산문 등을 발표하였다. 대표작으로 《9월 우화》, 《고슴도치의 노래》 등이 있으며, 대한민국에서는 수필집 《제나라는 어디로 사라졌을까》, 중단편 모음집 《흥분이란 무엇인가》, 《새벽강은 아침을 기다린다》가 출간되었다. 중국 전통 문화의 현대적 변용과 지식인의 정신적 구원의 문제에 대한 고민이 담긴 글쓰기를 하고 있다.

## 저서
- 《제나라는 어디로 사라졌을까》
- 《흥분이란 무엇인가》
- 《새벽강은 아침을 기다린다》